# ستيف والش (حكم اتحاد الرغبي)
ستيف والش (بالإنجليزية: Steve Walsh)‏ هو حكم اتحاد الرغبي ‏ أسترالي ونيوزيلندي، ولد في 28 مارس 1972 في مقاطعة وايبا ‏ في نيوزيلندا.

## وصلات خارجية
- ستيف والش عل موقع إسبنسكروم (الإنجليزية)